# Racomitrioideae
Racomitrioideae ist eine Unterfamilie innerhalb der Laubmoos-Familie Grimmiaceae. Sie entspricht der (ehemaligen) Gattung Racomitrium im weiteren Sinn, die von Ochyra et al. 2003 auf vier Gattungen aufgeteilt wurde.

## Merkmale
Die niederliegenden oder aufsteigenden bis aufrechten Moospflanzen wachsen auf kalkfreiem oder kalkarmem Untergrund, überwiegend auf Gestein, und bilden meist Rasen oder Polster, die oft recht ausgedehnt sein können. Vielfach haben die Stämmchen seitliche Kurztriebe. Der Stämmchenquerschnitt ist stets ohne Zentralstrang. Die lanzettlichen bis seltener eiförmigen oder zungenförmigen Blätter sind oft mit einer kurzen bis langen Glasspitze ausgestattet. Die Lamina ist gewöhnlich einzellschichtig, nur der Blattrand oder der obere Blattbereich kann auch mehrzellschichtig sein. Die Blattzellen sind glatt, pseudopapillös oder papillös, unten lang und schmal, oben kurz rechteckig bis quadratisch. Charakteristisch für diese Unterfamilie sind die stark knotig verdickten Zellwände, besonders deutlich im Bereich der Blattbasis; auch die Zellen des oberen Blattbereiches haben zumindest stark buchtige Wände. Die Rippe reicht mindestens bis zur Blattmitte, meist jedoch bis in die Blattspitze. 
Die Arten sind diözisch, Brutkörper-Bildung ist sehr selten. Die meist lange, gerade oder selten leicht gebogene Seta ist glatt oder papillös, die eiförmige bis länglich-zylindrische Kapsel aufrecht und glatt oder undeutlich gestreift, der Deckel lang geschnäbelt, die Kalyptra ist mützenförmig und an der Spitze oft papillös. Die Peristomzähne sind sehr oft fast bis zum Grund in zwei bis drei fadenförmige und papillöse Schenkel geteilt, eine Basalmembran ist in der Regel vorhanden.

## Systematik
Die Unterfamilie Racomitrioideae (sie entspricht der ehemaligen Gattung Racomitrium im weiteren Sinn) wurde von Ochyra et al. 2003 in die vier Gattungen Bucklandiella, Codriophorus, Niphotrichum und Racomitrium (hier im engeren Sinn) aufgespalten, wobei die neuen Gattungen alten Subgenera oder Sektionen entsprechen. Diese Aufteilung wird gegenwärtig in verschiedenen Floren allerdings nur teilweise mitvollzogen, somit ist die Bedeutung bzw. die Abgrenzung von Racomitrium derzeit je nach Quelle verschieden.
Die Unterfamilie Racomitrioideae ist weltweit verbreitet, die Artenanzahl beträgt gesamt 95 (Angaben über Artenzahlen jeweils nach Frey, Fischer & Stech), verteilt auf die vier Gattungen:
- Bucklandiella, 58 Arten mit kosmopolitischer Verbreitung
- Codriophorus, 15 Arten in der Nord- und Südhemisphäre
- Niphotrichum, 8 Arten in der Nordhemisphäre
- Racomitrium, 14 Arten, kosmopolitisch verbreitet